# Cadillac Seville

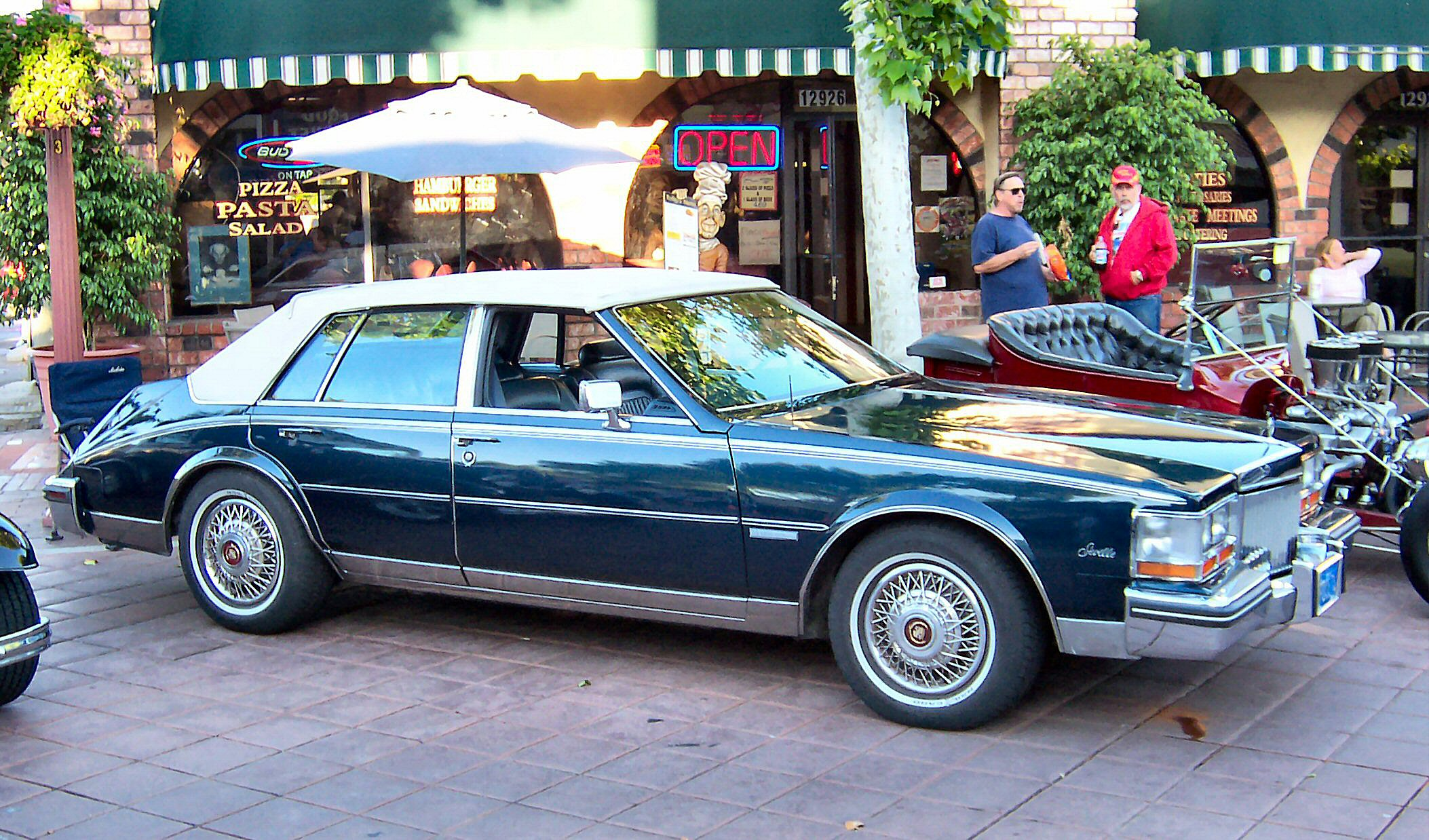
Cadillac Seville 1980

Cadillac Seville är en bilmodell tillverkad av Cadillac. Namnet användes första gången  1956. Cadillac hade börjat tillverka lyxmodellen Eldorado redan 1953. Denna kunde endast köpas som cabriolet, men eftersom efterfrågan på täckta vagnar var stor, tog  Cadillac fram en tvådörrars hardtop coupé. För att skilja på modellerna, beslöts att cabrioletmodellen skulle benämnas Eldorado Biarritz och den täckta Eldorado Seville. Modellnamnet Seville levde sedan kvar som täckt tvådörrars modell av Eldorado fram till 1960.
Som ett resultat av oljekrisen 1973 fick amerikanerna upp ögonen för storleken och bränsletörsten på sina bilar. Utbudet på små europeiska modeller var stort, och fick nu ett kraftigt uppsving i sin popularitet, då det blev lite "fult" att ha den största och vräkigaste vagnen i kvarteret. Cadillac märkte denna förändring i form av mindre antal sålda bilar, och fann snart att märken som Rolls-Royce, Jaguar och Bentley, men kanske främst Mercedes-Benz, hade tagit en stor del av köparna. För att vinna tillbaka köparna började man med arbetet att ta fram en ny, mindre modell. För att spara in på kostnaderna tittade man först efter möjligheter att modifiera någon av tillverkarna i Europa-divisionen.Opel Diplomat var favoriten bland kandidaterna,men man insåg att kostnaderna för att anpassa bilen för den amerikanska marknaden skulle bli för höga. Sedan funderade man på att försöka förminska det framhjulsdrivna koncept som Fullsizemodellerna hade,men det övergavs nästan direkt.Till sist beslöts att man skulle använda General Motors nyutvecklade plattform X-body, en gemensam bottenplatta i mellanstorlek för Chevrolet, Buick , Pontiac och Oldsmobile. Efter alla genomförda modifieringar, bland annat för att passa in bilens spårvidd, ansågs skillnaderna så stora att plattan blev en egen serie, K-body.Denna bottenplatta innefattade även Oldsmobile Delta 88.
För att ytterligare spara in på kostnaderna beslöts att motorn, en V8 på 350 kubiktum skulle levereras av Oldsmobile.
När Cadillac presenterade sin nykomling sommaren 1975, fick amerikanerna se en stilren fyrdörrars sedan i mellanstorlek, något Cadillac aldrig tidigare gjort. Den var minst av alla modeller, men bortsett från Fleetwood Series 75 (en limousin i begränsat antal) var den dyrast!
En Cadillac Seville var 27 tum (68.6 centimeter) kortare, 8 tum (20.3 centimeter) smalare och 1000 lbs
(460 kg) lättare än en standard DeVille. Motorn hade utrustats med elektronisk bränsleinsprutning från Bosch/ Bendix, som den första produktionsmotorn i världen och den gav 180 hästar till bakaxeln. Den var extremt välutrustad i standardutförande för det hisnande priset av 12.479 dollar, och ett stort utbud av tillbehör fanns tillgängligt.
1978 presenterade Oldsmobile sin 350-diesel, framtagen för att ge lägre bränslekostnader än med bensinmotorn, och Cadillac lanserade Seville Diesel året efter. Motorn hade visserligen kraftigare gjutet block och förstärkta lagerlägen, men då GM-ledningen kraftigt begränsade utvecklingsbudgeten fick man använda befintliga delar från bensinversionen. Bland annat så användes samma bultar till topparna, vevaxel samt oljepump vilket resulterade i blåsta topplockspackningar, lösa vevaxlar och nergångna kamaxlar. Motorn fick snart ett rykte om sig att vara extremt opålitlig och GM lyckades inte, trots två uppgraderingar av motorn, att helt lyckas med konstruktionen. I Cadillac fanns motorn som alternativ bara under några få år och därefter som specialutrustning.
- Wikimedia Commons har media som rör Cadillac Seville.